# Медзана Били
Медза̀на Бѝли (на италиански: Mezzana Bigli, на местен диалект: la Msäna, ла Мъсена) е село и община в Северна Италия, провинция Павия, регион Ломбардия. Разположено е на 76 m надморска височина. Населението на общината е 1070 души (към 2017 г.).